# Лолове (Нуоро)
Лолове је насеље у Италији у округу Нуоро, региону Сардинија.
Према процени из 2011. у насељу је живело 8 становника. Насеље се налази на надморској висини од 374 м.